# Kolumbus (Familie)
Die Familie des Christoph Kolumbus lässt sich – unter den Namen Colombo (italienisch und portugiesisch) und Colon (spanisch) – von 1421 bis heute verfolgen. Bis 1578 sieht die Stammliste wie folgt aus:
Giovanni Colombo, 1421 in Genua
Domenico Colombo, 1421–1470 in Genua bezeugt, Wollweber, † nach 1494, heiratet um 1445 Susanna, Tochter des Jacobo Fontanarosa
1. Christoph Kolumbus, Cristoforo Colombo, Cristobál Colón (1451–20. Mai 1506), Großadmiral und Vizekönig von (West-)Indien, heiratet zwischen 1474 und 1477 in Lissabon Donna Filipa de Perestrelo e Moniz
  1. Diego Kolumbus, Don Diego Colón (* um 1478; † 23. Februar 1526), Admiral von Indien nach 1506, Vizekönig 1520, heiratet 1508 Doña María de Toledo, Tochter von Fernando Álvarez de Toledo (Bruder von Fadrique Álvarez de Toledo, 2. Herzog von Alba)
    1. Vier Töchter: Phelipa, Maria, Juana und Ysabel
    2. Don Luis Colón (* 1521/22 in Santo Domingo; † 3. Februar 1572 in Oran), 1. Herzog von Veragua, Generalkapitän von Haiti
    3. Don Cristobal Colón
      1. Don Diego Colón † 1578, 2. Herzog von Veragua, 4. Admiral von Indien
      2. Tochter, deren Nachkommen sind die weiteren Herzöge von Veragua

  2. Fernando Kolumbus, Don Fernando Colón (* 15. August 1488; † 12. Juli 1539), unehelich, Mutter: Doña Beatriz Enríquez de Arana

2. Giovanni Colombo; starb vor 1477 in Genua
3. Bartolomeo Kolumbus, Bartolomeo Colombo, Don Bartolomeo Colón (* 1460; † Ende 1514 in Hispaniola), Vizegouverneur von Hispaniola 1497
4. Bianchinetta Colombo (* 1464?), verheiratet mit Giacomo Bavarello.
5. Diego Kolumbus, Giacomo Colombo, Don Diego Colón (* 1468? in Genua?; † 21. Februar 1515 in Sevilla)

Zur Herkunft des Kolumbus:
1. Am 31. Oktober 1470 lieh sich Domenico Colombo in Genua Geld bei Gerolamo del Porto; Bürge bei diesem Handel war auch cristoforus filius, der damals über 19 Jahre alt war.
2. Das Testament des Christoph Kolumbus enthält die Bestimmung, dass den Erben eines Gerolamo del Porto aus Genua noch 20 Dukaten zustünden.